# Rajkova mogila
Rajkova mogila (bulgariska: Райкова могила) är ett distrikt i Bulgarien.   Det ligger i kommunen Obsjtina Svilengrad och regionen Chaskovo, i den sydöstra delen av landet, 260 km öster om huvudstaden Sofia.
Trakten runt Rajkova mogila består till största delen av jordbruksmark. Runt Rajkova mogila är det ganska glesbefolkat, med 47 invånare per kvadratkilometer.